# Franco Loi
Francesco Carlo Mario Loi, detto Franco (Genova, 21 gennaio 1930 – Milano, 4 gennaio 2021) è stato un poeta, scrittore e saggista italiano.

## Biografia

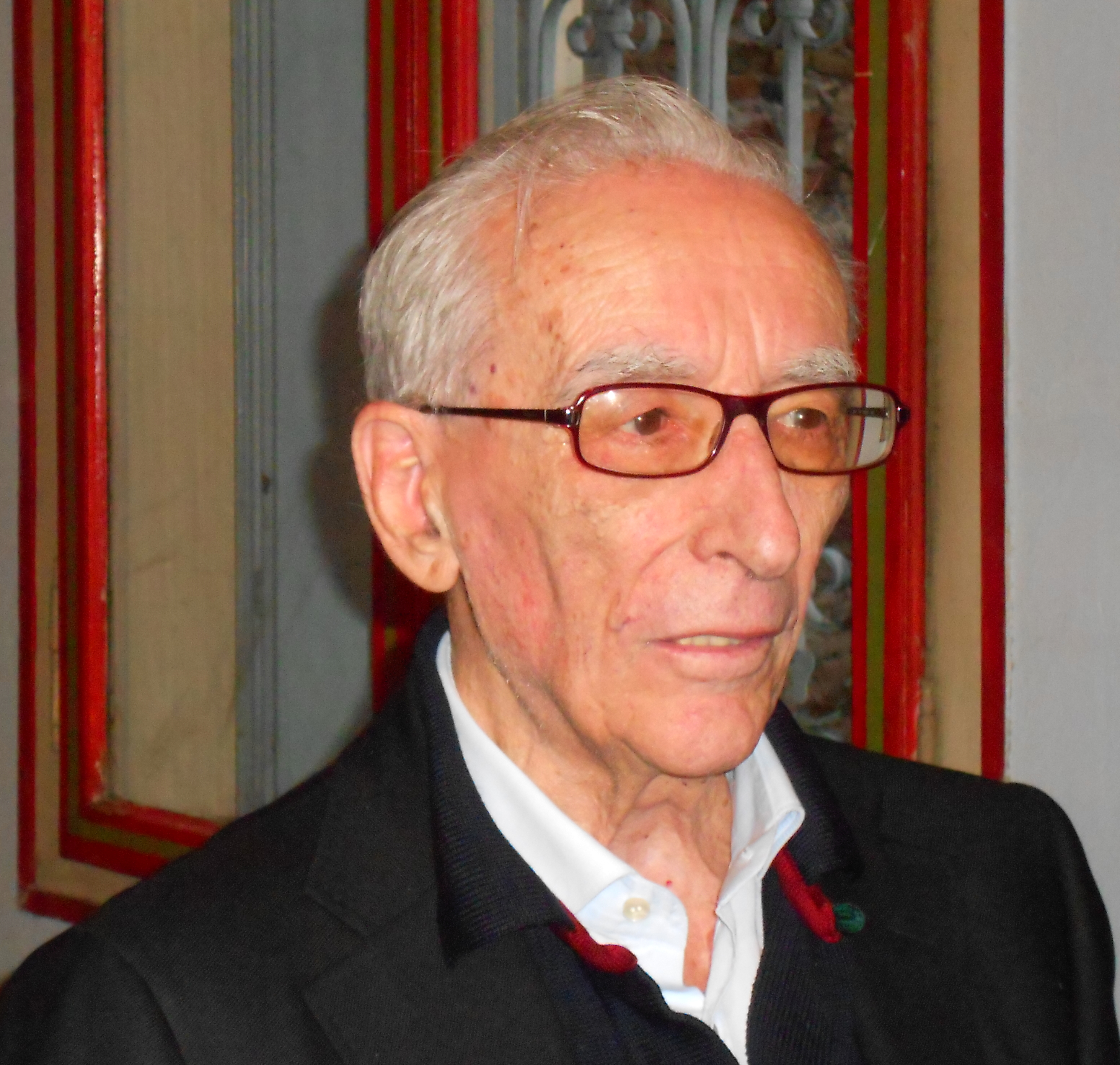
Franco Loi all'inaugurazione della mostra a Legnago del 'suo maestro' Eugenio Tomiolo

Franco Loi nasce a Genova nel 1930 da padre sardo e da madre emiliana. Seguendo il padre ferroviere si trasferisce nel 1937 a Milano dove frequenta gli studi diplomandosi in ragioneria. Successivamente lavorerà come contabile allo scalo merci di Lambrate. In seguito lavora come impiegato allo scalo merci del porto di Genova fino al 1950 per diventare poi, nel 1955, incaricato per le relazioni pubbliche presso l'Ufficio pubblicità de La Rinascente e nel 1962 lavora all'Ufficio stampa della casa editrice Arnoldo Mondadori Editore.
Dopo essere stato attivo militante comunista, ha aderito al movimento della nuova sinistra, ma dagli anni settanta ha lasciato sostanzialmente l'attività politica assumendo posizioni molto personali con forte accentuazione di una religiosità anarchico-libertaria. La sua prima produzione poetica nacque tutta in una breve stagione, tra il settembre 1965 e l'estate 1974 quasi "sotto dettatura", così il poeta rievoca quegli anni fondamentali: "scrivevo versi per quattordici ore filate al giorno, mi sono sempre considerato amanuense di Qualcuno".
Esordisce solo nel 1973 come poeta in dialetto e ha subito un buon successo con l'opera I cart pubblicata dall'Edizione Trentadue di Milano con i disegni dell’amico Eugenio Tomiolo e l'anno dopo, 1974, con Poesie d'amore edite da Il Ponte. Nel 1975 il poeta dimostra di aver raggiunto la completa maturità di espressione con il poema Stròlegh, pubblicato da Einaudi con prefazione di Franco Fortini, di cui una parte aveva già visto la pubblicazione nel secondo "Almanacco Dello Specchio" ricevendo una critica positiva da Dante Isella.
Nel 1978 Einaudi pubblica la raccolta Teater e nel 1981 l'opera L'Angel viene edita a Genova dalle Edizioni San Marco dei Giustiniani. Sempre nel 1981, grazie alla raccolta L'aria (Einaudi), vince il Premio nazionale "Lanciano" di Poesia dialettale, di cui diventa giurato a partire dalla XVI edizione (1986) fino alla sua conclusione nel 2008.
Nel 1994, grazie all'opera L'angel (Mondadori), vince il Premio di Poesia "Paolo Prestigiacomo" (II edizione).
Nel 2005 pubblica per Einaudi L'aria de la memoria, in cui raccoglie tutte le poesie scritte tra il 1973 e il 2002, alcune delle quali apparse già nelle raccolte I cart e Poesie d'amore. Molte altre sono le sue opere, tutte in dialetto milanese, tra le quali Lünn, Liber, Umber, El vent, Isman, Aquabella, Pomo del pomo.
Oltre alle poesia, Franco Loi si dedica alla narrativa (si ricorda il libro di racconti L'ampiezza del cielo, Milano, Gallino Editore, 2001) e alla saggistica. È stato vincitore del Premio Bonfiglio per la raccolta Stròlegh e del premio Nonino per Liber; in seguito ha ricevuto il Premio Librex Montale e il Premio Brancati 2008 (sezione poesia) con il libro Voci d'osteria. È stato insignito dalla Provincia di Milano della medaglia d'oro e ha inoltre ricevuto dal Comune di Milano l'Ambrogino d'oro e il "Sigillo Longobardo della Regione Lombardia".
Contributore di numerose riviste e redattore del Il Sole 24 ore, a dicembre del 2018 rilascia alla rivista Affari Italiani un'intervista dal titolo Mussolini ha fatto più di tutti per gli operai, nella quale riprende la retorica del cosiddetto paradosso democratico, sostenendo che la sua azione in termini mutualistici, assistenziali e previdenziali restò ineguagliata dai politici successivi.
È morto il 4 gennaio 2021 all’età di 90 anni nella sua casa di Milano. Le sue ceneri sono tumulate in una celletta del Cimitero Monumentale, nell'Ossario centrale.

## Poetica
Temi ricorrenti nelle opere di Loi sono la guerra, la scoperta della presenza del male nella storia, la sensazione di un tradimento perpetrato e di ferite non rimarginabili, l'energia dell'invettiva, il rimpianto di un paradiso perduto, ma anche la costanza dell'invocazione della preghiera. Il titolo della sua raccolta più famosa "Stròlegh" (astrologo), composta in due tempi nell'estate 1970 e nella primavera 1971, rimanda a un sogno a occhi aperti, a una profezia rassicurante.
Il nono passaggio della poesia è dedicato a Piazzale Loreto, luogo fondamentale nell'esperienza di Loi, situata a poche centinaia di metri da dove allora abitava, in Via Casoretto: fu lì che, ancora ragazzino, il 10 agosto 1944, vide quei partigiani uccisi "gettati sul marciapiede come spazzatura", e nel 1945 i cadaveri di Mussolini e degli altri gerarchi fascisti lì trucidati. I due momenti sembrano confondersi in un'unica scena, che suscita nel poeta rabbia e pietà, elegiaca reminiscenza e angosciosa invettiva. Le ultime raccolte sono caratterizzate da un linguaggio meno incisivo. Alcuni esempi: "Teàter" del 1978, l'"Aria" e l'"Angel" del 1981, l'"Amur del Temp" del 1999.

## Stile
La poetica di Loi, ricca di arcaismi (in particolare dantismi) e neologismi, è spesso fondata su costruzioni sintattiche anormali, essa è finalizzata a una libertà espressiva assoluta, ma nasce anche in base a una precisa scelta di campo ideologico-politica per dare voce a un proletariato oppresso e sfruttato. Lo stile violentemente espressionistico, scaturisce da una costante mescolanza di registri, dal grottesco al sarcastico al satirico.

### Interesse per il dialetto
"Un milanese parlato a Milano negli anni cinquanta, quando per le immigrazioni, per i precisi cambiamenti di ordine sociale, la lingua non aveva più un suo tessuto fermo, chiuso, ma era completamente aperta, il milanese, in quel momento era una vera e propria lingua, culturalmente aperta a tutte le esperienze": così Franco Loi definisce il suo dialetto.

## Opere

### Poesia
- Aria de la memoria. Poesie scelte (1973-2002), collana Collezione di poesia, Torino, Einaudi, 2005.
- Voci d'osteria, collana Lo specchio, Milano, Mondadori, 2007.
- I cart, disegni di Eugenio Tomiolo, Milano, Edizioni Trentadue, 1973.
- Poesie d'amore, incisioni di Ernesto Treccani, San Giovanni Valdarno, Edizioni Il Ponte, 1974.
- Stròlegh, introduzione di Franco Fortini, Torino, Einaudi, 1975.
- Teater, Torino, Einaudi, 1978.
- L'angel, presentazione di Franco Brevini, Genova, Edizioni San Marco dei Giustiniani, 1981.
- Lünn, incisioni di Fernando Farulli, Firenze, Il Ponte, 1982.
- Bach, Milano, Scheiwiller, 1986.
- Liber, risvolto di Cesare Segre, Milano, Garzanti, 1988.
- Memoria, introduzione di Giovanni Tesio, Mondovì, Boetti & C., 1991.
- Poesie, introduzione di Franco De Faveri, Roma, Fondazione Piazzola, 1992.
- Umber, prefazione di Romano Luperini, Lecce, Piero Manni, 1992.
- Poesie. Antologia personale, introduzione di Franco De Faveri, Roma, Fondazione Marino Piazzolla, 1992.
- L'angel, in 4 parti, risvolto di Cesare Segre, Milano, Mondadori, 1994. 2022².
- Arbur, incisioni di Guido Di Fidio, Bergamo, Moretti & Vitali, 1994.
- Verna, risvolto di Daniela Attanasio, Roma, Empiria, 1997.
- Album di famiglia, introduzione di Bernardo Malacrida, Falloppio, Lietocollelibri, 1998.
- Amur del temp, Milano, Crocetti, 1999.
- Isman, Torino, Einaudi, 2002.
- Aquabella, Novara, Interlinea, 2004.
- El bunsai, con un'acquaforte originale dell'autore, Milano, Il ragazzo innocuo, 2005.
- La lûs del ver, Milano, Quaderni di Orfeo, 2006.
- Scultà, con un'incisione originale di Luciano Ragozzino, Milano, Il ragazzo innocuo, 2006.
- I niul, Novara, Interlinea, 2012.
- Nel scûr, con incisioni originali di Bruno Biffi, Milano, Quaderni di Orfeo, 2013.
- La torre, Genova, Edizioni San Marco dei Giustiniani, 2020.

### Saggi
- Diario breve, prefazione di Davide Rondoni, Bologna, Nuova Compagnia Editrice, 1995.
- Poesia e religione, in  La poesia e il sacro alla fine del secondo millennio, Cinisello Balsamo, San Paolo, 1996.
- Gabrio Vitali (a cura di), La lingua della poesia, Edizioni Provincia di Bergamo, 1995.
- Conversazione con Maurizio Meschia, a cura di Stefano Pareti, edizioni Scritture, Piacenza, 2010.

### Traduzioni
- Teofilo Folengo, Zanitonella, Milano, Mondatori, 1984.
- Willem Van Toorn, Gioco di simulazione, Roma, Fondazione Piazzola, 1994.
- Delio Tessa, De là del mur, Milano, Sciardelli, 1994.
- Con Erminia Lucchini:  Delio Tessa, De là del mur, a cura di I. Bosetto, Zevio, Perosini, 2005, ISBN 88-85409-59-8.

## Filmografia
- 2015 – La memoria che resta, regia di Francesca La Mantia (documentario)[9]